# El Masdour
El Masdour (àrab: المسدور, al-Masdūr) és una vila tunisiana situada al cor de la regió del Sahel, a la governació de Monastir, una vintena de quilòmetres a l'oest de Monastir. Constitueix una municipalitat amb 4.705 habitants el 2014.

## Administració
Forma una municipalitat o baladiyya, amb codi geogràfic 32 24 (ISO 3166-2:TN-12), dividida en dues circumscripcions o dàïres:
- El Masdour (32 24 11)
- Menzel Harb (32 24 12)

Al mateix temps, El Masdour i el poble de Menzel Harb constitueixen dos sectors o imades, amb codi geogràfic 32 57 55 i 32 24 56, respectivament, dins de la delegació o mutamadiyya de Bembla (32 57).